# Ezequiel González Mas
Ezequiel González Mas (Madrid, 20 de julio de 1919-15 de octubre de 2007) fue un historiador de la literatura española, cervantista, poeta, crítico de arte y escritor español.

## Biografía
Hijo del ingeniero de montes y profesor universitario onubense Ezequiel González Vázquez, autoridad en silvicultura, y de la madrileña Mercedes Mas Forns, nació en la misma casa en que había vivido el poeta Leandro Fernández Moratín y fue el segundo de seis hermanos (entre ellos, la poeta Carmen González Mas). Terminó el bachillerato en 1936 y fue movilizado por el ejército republicano en Alicante; pero debido a su miopía fue destinado a la banda de música del VI Batallón de Retaguardia; en un bombardeo quedó seriamente herido. En junio de 1939 volvió a Madrid y padeció la persecución y marginación del régimen vencedor a los republicanos. Estudió en la Facultad de Filosofía y Letras de la Universidad Central hasta 1941 y tuvo que interrumpirlos porque el régimen no reconocía el servicio militar republicano y un arbitrario Tribunal Médico lo declaró apto para un Regimiento de Artillería de Costa en Ceuta. De nuevo en Madrid destruyó sus poesías, que consideraba anodinas y retomó la Universidad, en cuyas revistas publicó otros poemas. En 1944 editó una plaquette con siete sonetos al Greco; tres años después la republicó con el título de Sonetos al Greco y a Van Gogh, añadiendo diez sobre este último, con algún tropezón con la censura eclesiástica. También escribió un trabajo sobre Chateaubriand que le valió una beca parisina en la Sorbona, donde completó un Curso de Literatura Francesa Contemporánea, y allí estableció relación con diversos intelectuales como Jean-Paul Sartre, André Malraux, Albert Camus o el pintor Henri Matisse, entre otros, con quienes amplió su visión de una estética cultural.
Ya en Madrid (1948) se licenció en Filología Románica y se dedicó a la enseñanza privada; dio conferencias en el Ateneo de Madrid y trabó amistad con Antonio Buero Vallejo, José Corrales Egea, Vicente Soto, Miguel Labordeta y Francisco García Pavón, quien evocando esos días escribió:
Fue Ezequiel quien nos puso en contacto con los viejos maestros. Era el mejor cicerone del turismo literario. ¡A cuántas docenas de estudiantes de literatura nos presentó y llevó reiteradamente a casa de Pío Baroja, de Luis Ruiz Contreras, de José Gutiérrez Solana, de Azorín...!
Fundó con José María Jove y José Antonio Novais la colección La Botella en el Mar. Tras haber sido alumno de Dámaso Alonso y de José Camón Aznar —con quien solía visitar el Museo del Prado— y, a fines de los cuarenta, fue secretario ad honorem de Luis Ruiz Contreras. Entre 1949 y 1950 fue profesor del Colegio secundario de Piedrahíta (Ávila), en plena Sierra de Gredos; allí escribió Tres Elegías (“Cementerio Civil”, “Aniversario siempre”, a su amigo el pintor Luis Castellanos y “A una niña difunta”); solo se hicieron cien ejemplares de la impresión (Valencia, 1951) para sortear la censura franquista, que podría haberse ensañado con el primero de esos textos.
Hastiado de la asfixia cultural e ideológica española del momento, consiguió en 1952 —por medio de su amigo Antonio Rodríguez Huéscar, quien lo recomendó a José Ortega y Gasset—, un contrato de profesor de literatura en la Universidad de Guayaquil y en ese claustro se reunió con profesores como el filósofo Antonio Salvador de la Cruz y el historiador Juan Astorga y en el de la Universidad de Cuenca, en Ecuador, con el filósofo Francisco Álvarez González y el filólogo románico Luis Fradejas Sánchez. En 1954 se casó con la guayaquileña Carmen García Amador, con quien no tuvo hijos. En 1955 aparecieron los 24 sonetos de su Oratorio Marino, escritos en Salinas. Formó parte de jurados de premios literarios y entre 1956 y 1957 escribió la columna "Los Libros" en el suplemento dominical del diario La Nación, reputándose como crítico literario. En 1958 se doctoró en Filosofía y Letras por la Universidad de Cuenca y recopiló los poemas publicados en su columna dominical "Lienzo y Lira", también en La Nación. Editó Museo Privado, poemas sobre cuadros de famosos pintores. En 1959 publicó el ensayo Sartre y Camus, el nuevo espíritu de la literatura francesa. Siguió con la poesía: en 1960 publica Nivel del sueño.
Pero su obra más conocida es El Quijote. Invitación a la locura, que se agotó en solo un mes. González Mas trabajaba muchísimo: no solo enseñaba en las Facultades de Filosofía y Jurisprudencia, sino en la Escuela de Diplomacia. Entre el 59 y el 62 fue subdecano en Filosofía y Letras y en 1961 lo eligieron miembro de la Casa de la Cultura Ecuatoriana; es más, dirigía la Revista de la Universidad de Guayaquil y dictaba charlas y conferencias.
La generosa oferta de la Universidad de Puerto Rico en 1962 para cubrir la cátedra de Literatura Española vacante en Río Piedras lo llevó allí durante dos años; regresó a Guayaquil en 1964 por no tener visa de residencia. Y fue en este año, ya en Salinas, cuando empezó su obra mayor, la monumental Historia de la Literatura Española, escribiendo su primer tomo sobre la Edad Media; la obra alcanzó cinco volúmenes y destaca por su exhaustiva documentación y sus bien elaboradas biobibliografías.
- I.- Época Medioeval, siglos X al XV (Río Piedras: Editorial de La Torre, 1968)
- II.- Renacimiento, siglo XVI (Río Piedras: Editorial de La Torre, 1973)
- III.- Barroco, siglo XVII. (Río Piedras: EDUPR, 1989)
- IV.- Edad Moderna, siglos XVIII y XIX. (Río Piedras: EDUPR, 2005)
- V.- Los Contemporáneos, siglo XX.

En 1965 volvió a la Universidad de Guayaquil, pero en agosto de 1966 fue llamado otra vez a Río Piedras y al año siguiente a Mayagüez, donde dirigió la revista Atenea de la Facultad de Artes y Letras de la Universidad de Puerto Rico.
España lo nombró Vicecónsul honorario y en 1968 se imprimió el primer volumen de su Historia de la literatura española, que lo acreditó como uno de los mejores especialistas en este ramo, sobre todo por una más que honda erudición y conocimiento de las figuras menores en que nunca hasta entonces se había reparado tanto. En 1973 apareció el segundo tomo, sobre el Renacimiento, y el tercero sobre el Barroco y en ese mismo año publicó El retrato literario y otros motivos, colección de ensayos críticos, unos inéditos y otros ya publicados en La Nación. Publicó después estudios sobre Pío Baroja (1974) y Juan Ramón Jiménez (1981), interviniendo en diversos congresos internacionales. 
Se jubiló en 1984 en Puerto Rico y decidió volver a Guayaquil. Lo hicieron miembro del Instituto de Cultura Hispánica y socio honorario de la Sociedad Española de Beneficencia y del Casal Cátala. En 1997 fue designado miembro de la Academia Hispanoamericana de Cádiz, con cuyo motivo volvió a España tras 45 años de ausencia, leyendo allí un discurso sobre José Enrique Rodó; estuvo en Sevilla, Madrid y Cádiz reconociendo a sus numerosos sobrinos, y en Génova, visitando a su hermano enfermo.

## Obras
- Siete Sonetos al Greco, Madrid, 1944.
- Sonetos al Greco y a Van Gogh. Valencia: Tip. Moderna, 1947.
- Tres elegías Madrid, 1951.
- Oratorio marino, Guayaquil, 1955
- La generación del 98 y América [Guayaquil]: Departamento de Publicaciones, 1958.
- Museo privado, Guayaquil, 1958
- Sartre y Camus; el nuevo espíritu de la literatura francesa. [Guayaquil] Universidad de Guayaquil - Departamento de Publicaciones, 1959.
- Nivel del sueño, Guayaquil, 1960
- El "Quijote", invitación a la locura, Guayaquil: [Artes Gráficas Senefelder] 1960.
- Historia de la literatura española (1968-2005), 5 vols.
  - I. Época Medioeval, siglos X al XV (Río Piedras: Editorial de La Torre, 1968)
  - II. Renacimiento, siglo XVI (Río Piedras: Editorial de La Torre, 1973)
  - III. Barroco, siglo XVII. (Río Piedras: EDUPR, 1989)
  - IV. Edad Moderna, siglos XVIII y XIX. (Barcelona: Promociones y Publicaciones Universitarias PPU, 2005)
  - V. Los Contemporáneos, siglo XX. (Río Piedras: EDUPR, 2005)
- El retrato literario y otros motivos, Mayagüez: Universidad de Puerto Rico, 1973.
- Pío Baroja y la novela de folletín, en VV. AA., Pío Baroja, coord. por Javier Martínez Palacio, Madrid: Taurus, 1974, págs. 165-175
- José Enrique Rodó y España, Cádiz: Real Academia Hispano-Americana, 1997.